# Rancor (canção)
Rancor é um samba de Augusto Rocha e Paulo de Frontin Werneck, gravado na Odeon no dia 12 de março de 1936 por Carmen Miranda e sua irmã, Aurora Miranda. No lado A do disco, está a música "Cantores de Rádio". Foi o único disco gravado pelas irmãs Miranda juntas.